# 1135 هـ
1135 هـ هي سنة في التقويم الهجري امتدت مقابلةً في التقويم الميلادي بين سنتي 1722 و1723.

## وفيات
- عبد الله السماهيجي
- يعرب بن بلعرب
- سيد حياة الله